# Fissiscapus
Fissiscapus là một chi nhện trong họ Linyphiidae.

## Các loài
Các loài trong chi này gồm:
- Fissiscapus attercop Miller, 2007
- Fissiscapus fractus Millidge, 1991
- Fissiscapus pusillus Millidge, 1991